# Cryptopalpus ruber
Cryptopalpus ruber är en tvåvingeart som först beskrevs av Townsend 1915.  Cryptopalpus ruber ingår i släktet Cryptopalpus och familjen parasitflugor.
Artens utbredningsområde är Peru. Inga underarter finns listade i Catalogue of Life.